# El Zulia
El Zulia – miasto w Kolumbii, w departamencie Norte de Santander.